# Willem Kolff
Willem Johan Kolff (* 14. Februar 1911 in Leiden, Südholland; † 11. Februar 2009 in Newtown Square, Pennsylvania) war ein niederländischer Internist. Er wurde durch die Erfindung der ersten rotierenden Trommelniere (eine Form der künstlichen Niere) und seine lebenslange Arbeit an künstlichen Organen bekannt.

## Leben

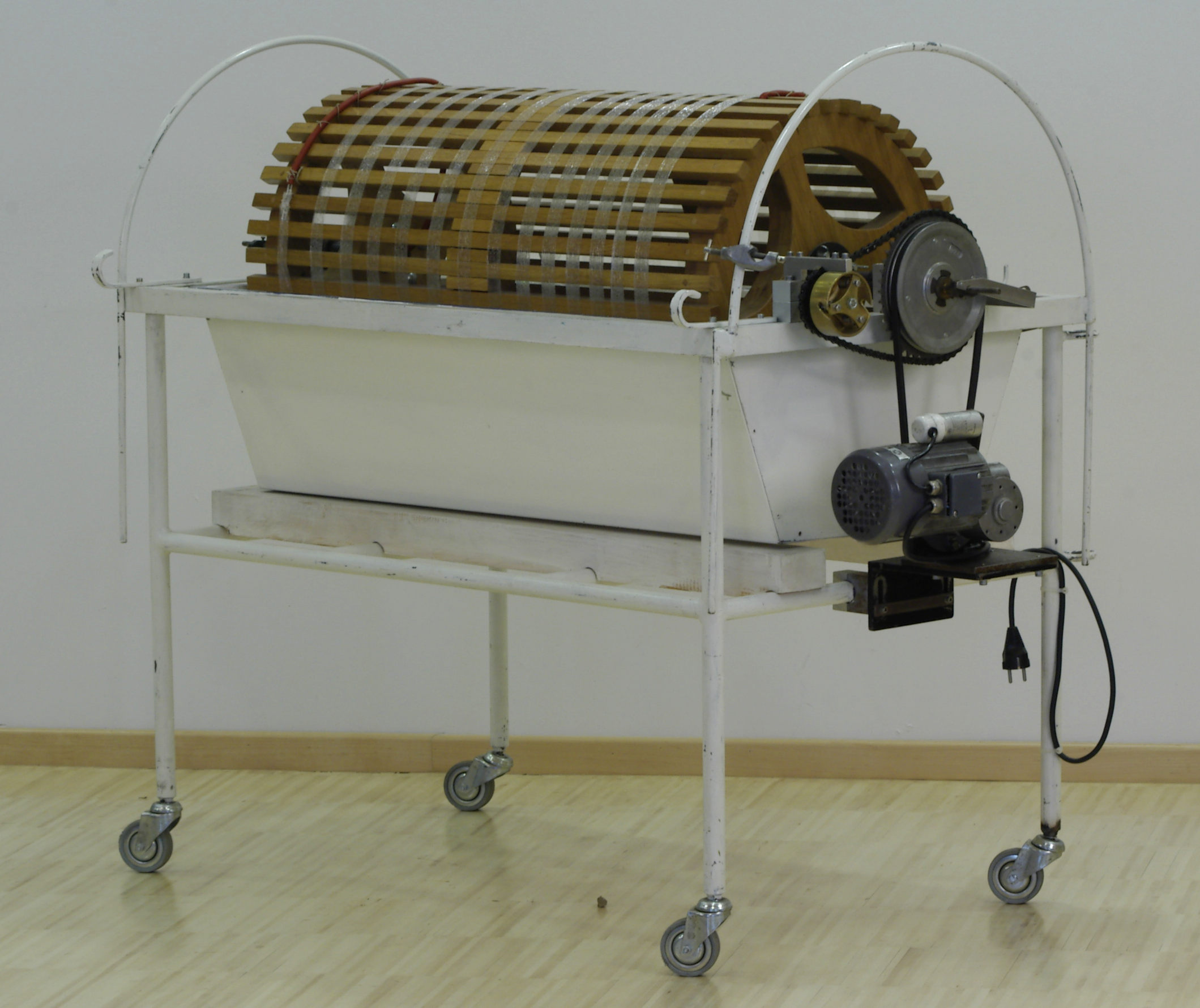
Nachbau der Trommelniere von Willem Kolff

Willem J. Kolff wurde in Leiden geboren, wo sein Vater Arzt war. Als dieser die Leitung eines Sanatoriums für Tuberkulosekranke übernahm, zog Willem mit sechs Jahren nach Beekbergen.
Kolff studierte von 1930 bis 1937 Medizin in Leiden. 1937 heiratete er Janke Huidekoper, aus der Ehe gingen fünf Kinder hervor. Von 1937 bis 1940 war Kolff Assistent an der Medizinischen Klinik der Universität Groningen. 1941 wurde er Leitender Internist am Stadtkrankenhaus in Kampen, da er – nach eigenen Angaben – nicht weiter unter einem nationalsozialistischen Klinikchef arbeiten wollte. Seit Mai 1940 waren die Niederlande von der deutschen Wehrmacht besetzt. 1946 wurde Kolff in Groningen mit einer Abhandlung über „De kunstmatige Nier“ promoviert. 1950 emigrierte er in die USA. Gründe dafür waren Schwierigkeiten, eine angestrebte akademische Position in den Niederlanden zu bekommen, aber auch die nach seiner Ansicht drohende „Rote Gefahr“ und die Skepsis über eine Zukunft des Landes nach Verlust seines Kolonialreichs.
Von 1950 bis 1967 arbeitete Kolff in Cleveland bei der Cleveland Clinical Foundation, ab 1967 in Salt Lake City. Er erhielt mehrere Professorentitel und zahlreiche Ehrungen. Seit 1976 war er korrespondierendes Mitglied der Königlich Niederländischen Akademie der Wissenschaften. Seine Ehe wurde im hohen Alter geschieden. Kolff verstarb – bis in seine frühen 90er Jahre noch bemerkenswert vital – im 98. Lebensjahr.

## Wissenschaftliche Leistung
Kolff führte, angeregt durch den miterlebten Tod von Patienten infolge Urämie, bei dem Biochemiker Brinkman in Groningen von 1938 bis 1940 Labordialysen durch, so mit Harnstofflösung in einem Cellophanschlauch. Der junge Assistent lernte bei Brinkman sowohl diese als Dialysemembran geeignete "Kunstwursthaut" kennen als auch bereits einen Trommeldialysator. Tierversuche hat Kolff nicht durchgeführt. Aus dem Schrifttum waren damals bereits bekannt: Hämodialysen beim Tier durch John Abel 1912/1913, von Heinrich Necheless 1923 und Georg Haas 1915/1923/1924, Hämodialysen beim Menschen durch Georg Haas 1924 bis 1928 und der Einsatz von Heparin zur Blutgerinnungshemmung bei der Dialyse durch Haas und bei Tierdialysen mit Cellophan durch Thalheimer.
In seiner Zeit als Leitender Internist in Kampen ließ Kolff 1942 den Ingenieur und Besitzer einer Emaillefabrik, Hendrik Berk, nach seinen Vorstellungen eine „Künstliche Niere“ bauen. Es handelte sich um eine aus Aluminium (später Holz) gefertigte, horizontal in einem Spüllösungsbad rotierende, mit Cellophanschlauch umwickelte Trommel. Im Einsatz am Patienten wurde dessen heparinisiertes Blut durch den Schlauch mit der semipermeablen Membran geleitet. Die Membranoberfläche betrug 2,4 m², nur ein Teil von ihr tauchte jeweils in die Spüllösung ein und wurde so wirksam. Es war ein technisch noch sehr unvollkommenes Gerät für die Hämodialyse. Ein entscheidender Nachteil der Künstlichen Niere von Kolff war, dass man damit keine überschüssige Gewebsflüssigkeit entziehen und somit Lungenödeme und Hypertonie nicht behandeln konnte. Diese unabdingbar notwendige Ultrafiltration ermöglichte das von Nils Alwall in Lund ab 1946 entwickelte Dialysegerät.
Kolff setzte sein Gerät (einen Patienten von Februar 1943 zählte er nicht mit) ab März 1943 an 16 Patienten mit akutem und chronischem Nierenversagen und auch Vergiftungen ein. 15 von ihnen verstarben. Kolff publizierte zusammen mit Berk über die "Künstliche Niere mit großer Oberfläche" 1943 in zwei niederländischen Zeitschriften, es gelangen ihm 1944 sogar Veröffentlichungen in Schweden (englischsprachig) und in Frankreich. Kolff hatte einen sehr skeptischen Kollegen am Krankenhaus, den Chirurgen Kehr, der von "Nieren-Spielerei" sprach. Nach einer durch Ruptur des blutgefüllten Schlauchs "im Fiasko" endenden Demonstrations-Behandlung vor Kollegen und Persönlichkeiten der Stadt im Juli 1944 führte Kolff zunächst keine weiteren Dialysen mehr durch, was sicher aber auch mit den Kriegsumständen in den deutsch besetzten Niederlanden zusammenhing.
Anfang September 1945 wurde die 67-jährige Patientin Sophia Schafstadt aus einem niederländischen Internierungslager mit akutem Nierenversagen bei einer "verwahrlosten Gallenwegsinfektion" in das Krankenhaus eingeliefert. Sie wurde im Coma uraemicum von Kolff über 11 Stunden mit der Trommelniere dialysiert und erlangte nach dieser nicht komplikationslosen einmaligen Behandlung ihr Bewusstsein wieder. Sie konnte später mit normaler Nierenfunktion entlassen werden. Sophia Schafstadt gilt als erster durch Dialysebehandlung geretteter Mensch. Kolff behielt die dankbare Frau bis Weihnachten in seiner Abteilung: „Ich kann es mir nicht leisten, daß sie noch im Lager stirbt“. Sie wurde dann nach Hause entlassen und lebte bis 1952.
1946 verteidigte Kolff in Groningen seine Dissertation „De kunstmatige Nier“, in der er die Dialysen der ersten 15 Patienten, als Anhang die von Sophia Schafstadt, sowie die Technik der Trommelniere schilderte. Einleitend bedankte er sich bei dem Erbauer Hendrik Berk und bei seinem technischen "Nierenassistenten" Noordwijk.
Kolff dialysierte bis 1947 noch acht weitere Patienten, von denen zwei überlebten. Er konnte in den Niederlanden (und Europa) mit seiner Trommelniere nicht überzeugen. Auf der Basis einer Blaupause von Kolff und Berk wurde das Gerät im Peter-Brigham-Hospital in Boston gründlich überarbeitet und weiterentwickelt und wurde so klinisch einsetzbar.
Kolffs Interesse galt nun der Herz-Lungen-Maschine und anderen künstlichen Organen, an denen er nach seiner Auswanderung in die USA arbeitete. Doch hat er 1956 – zusammen mit Bruno Watschinger aus Linz – noch die Doppelspulen-Niere "Twin Coil" als ersten kommerziell vertriebenen Dialysator zur Einmalverwendung entwickelt und diesen 1967 in Waschmaschinen von Maytag und sogar in überschüssige Raketenspitzen der NASA als "Künstliche Nieren" eingesetzt.

## Würdigungen
1947 wurde er mit dem Amory Prize der American Academy of Arts and Sciences ausgezeichnet. 1966 wurde ihm der Gairdner Foundation International Award, 1982 der AMA Scientific Achievement Award und 1986 der Japan-Preis verliehen. Auf der Liste De Grootste Nederlander belegte er 2004 nach Fernseh-Abstimmung den Platz 47. Am 15. November 2005 wurde er zum „größten Overijsseler aller Zeiten“ gewählt. In der Provinz Overijssel liegt Kampen, wo Kolff seine Erfindung machte. Er ist Ehrenbürger von Kampen. Vor dem Jugendstil-Krankenhaus in Kampen wurde ihm ein Denkmal gesetzt. 2002 bekam Kolff den Albert Lasker Award for Clinical Medical Research, außerdem empfing er 13 Ehrendoktorwürden. Ein "Kolff-Preis" wird seit 1998 vergeben und seit 2003 wird jährlich ein internationales Symposium zu Künstlichen Organen zu seinen Ehren durchgeführt. Es gibt eine "Willem Kolff Stichting" (Stiftung).
Am 26. September 2007 wurde der Asteroid (11427) Willemkolff nach ihm benannt.

## Veröffentlichungen
- mit H. Th. J. Berk: De Kunstmatige Nier. Een Dialysator met groot oppervlak. In: Geneeskunde Gids. Band 21, Nr. 7, 1943: auch in: Ned. Tijdschr. voor Geneeskunde. Band 87, 1943, S. 1684–1688.
- mit H. Th. J. Berk: The Artificial Kidney: a dialyser with great area. In: Acta Medica Scandinavica. Band 117, Nr. 2, 1944.
- De Kunstmatige Nier. Proefschrift, Kampen 1946.
- New ways of treating uraemia. J.A. Churchill, London 1947.
- First Clinical Experience with the Artificial Kidney. In: Ann. Intern. Med. Band 62, 1965, S. 608–619.